# 구룡포 근대문화역사거리

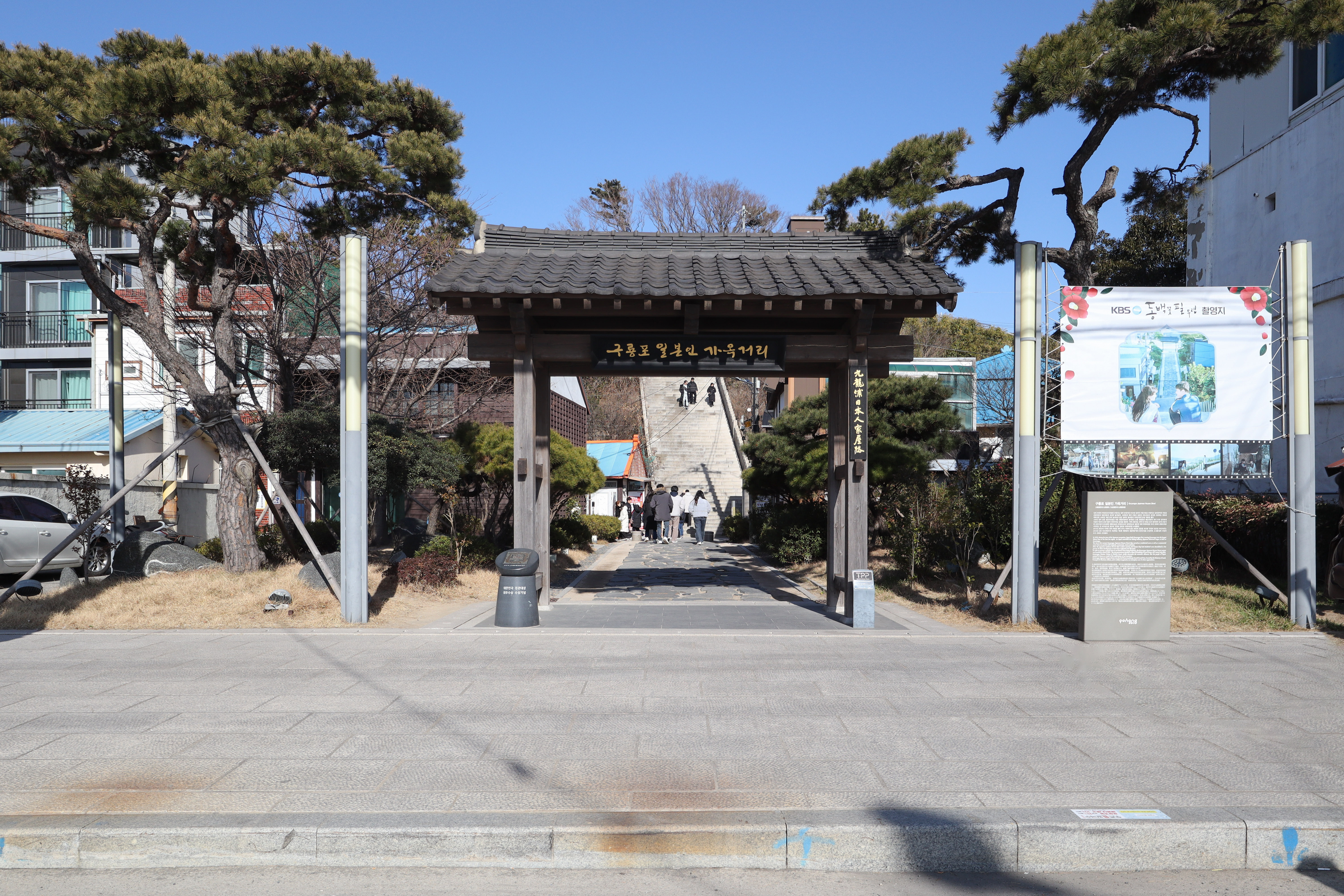
구룡포 근대문화역사거리

구룡포 근대문화역사거리(九龍浦 近代文化歷史 - )는 경상북도 포항시 남구 구룡포읍 구룡포길 153-1에 조성된 거리로 조일통산장정이 체결되고 난 후 일본인이 조선으로 와서 살았던 곳으로 일식 가옥 몇채가 남아있던 것을 포항시가 정돈해서 관광지로 활용하고 있는 곳이다. 이 곳에 살던 하시모토 젠기치의 집을 근대역사관으로 활용되고 있는 것을 비롯해서 당시의 요리집, 찻집 등이 보존되어 있고 소학교와 우체통 등이 당시 모습으로 재현되어있다. 당시 이 곳에 살았던 일본인들의 모임으로 '구룡포회'가 있다. 드라마 《여명의 눈동자》의 촬영지로 쓰이던 곳이기도 하다.

## 역사
1945년 광복이 되면서 한반도에 정착했던 일본인들이 본국으로 귀국하면서 재조선 미국 육군사령부 군정청이 군정령에 의거하여 적산가옥으로 지정하였으며 1950년 6.25 전쟁이 발발하면서 대부분 일본인 가옥이 소실되거나 터만 남았고 일부만이 남아서 이후에는 대한민국 정부가 국유지로 인수하여 제한되어왔다가 2010년 포항시가 대한민국 정부로부터 소유권을 인수하면서 현재의 관광지로 개장하였다. 원래는 수산업협동조합의 구룡포항 어선 유류 저장소로 쓰여서 가옥의 모습이 가려졌으나 2010년에 유류 저장소를 구룡포항 앞으로 이전하였다.

## 갤러리

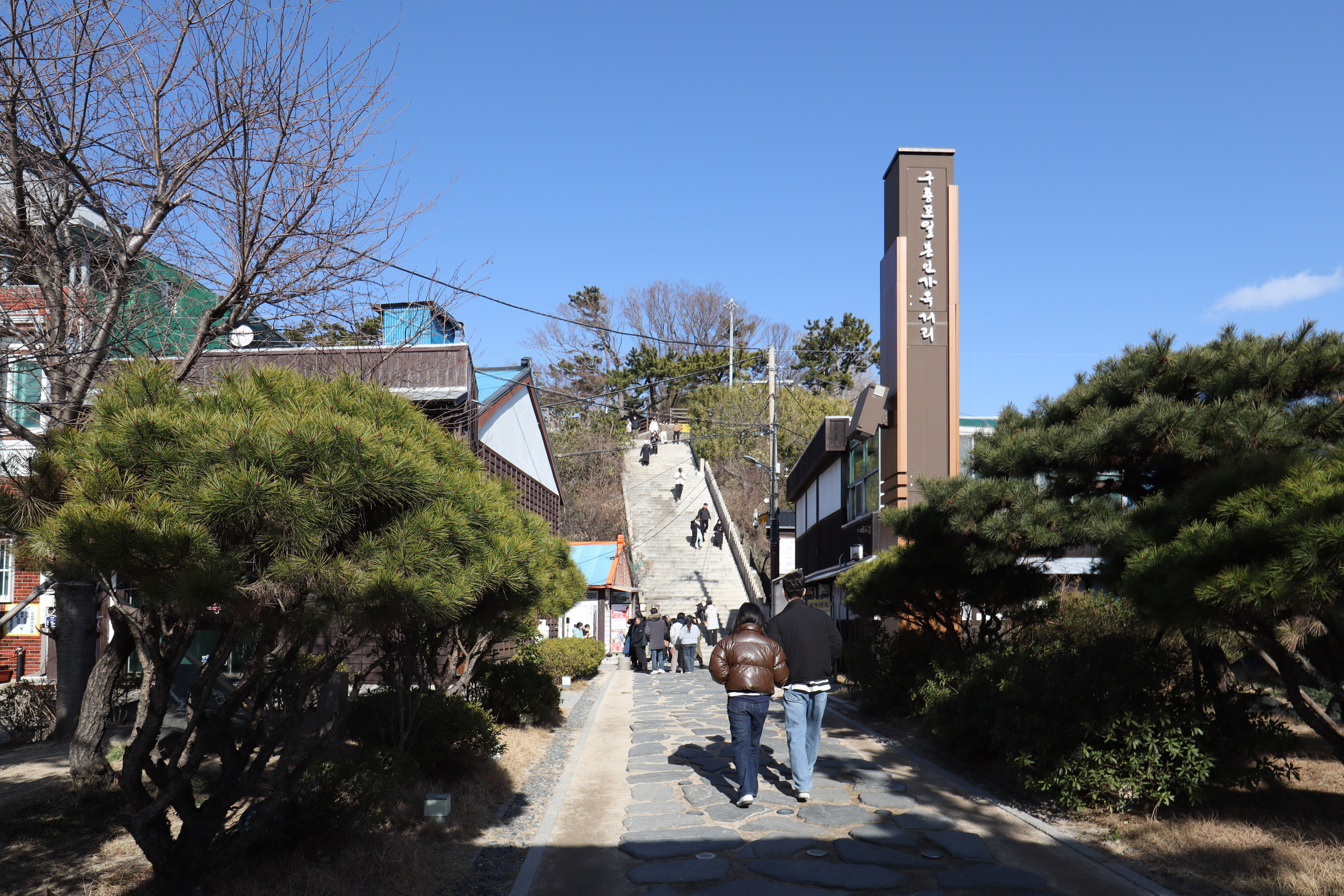
거리 입구
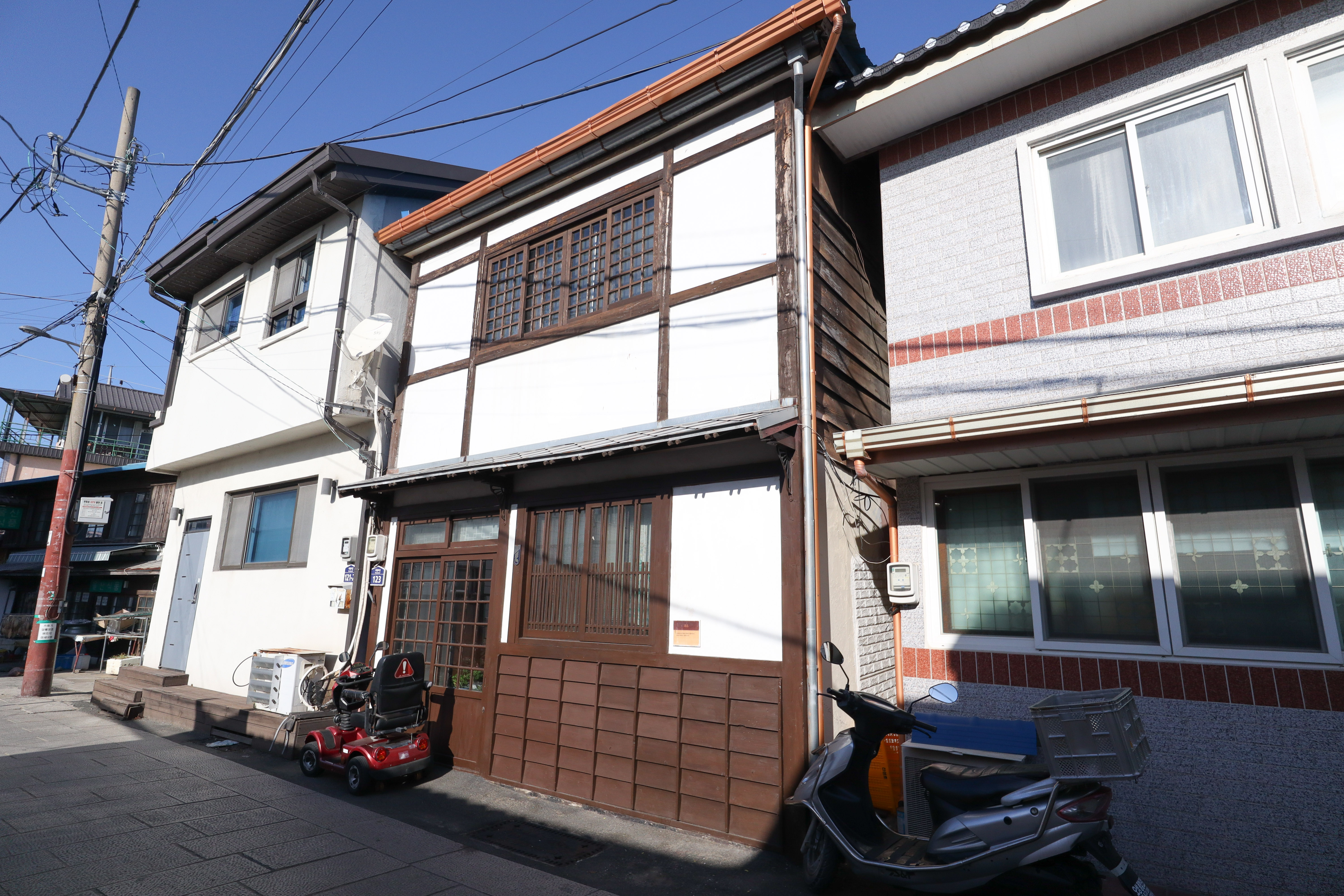
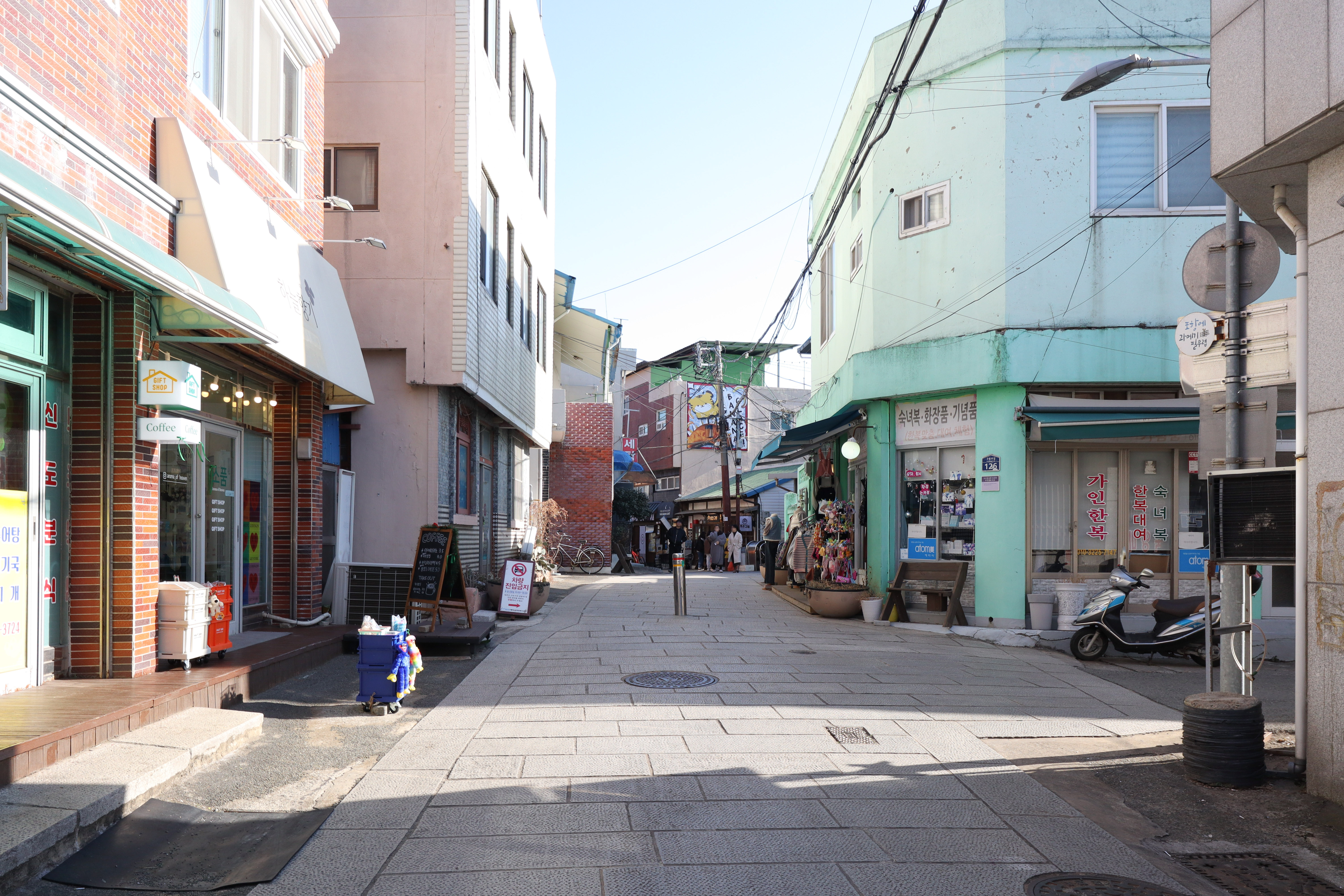
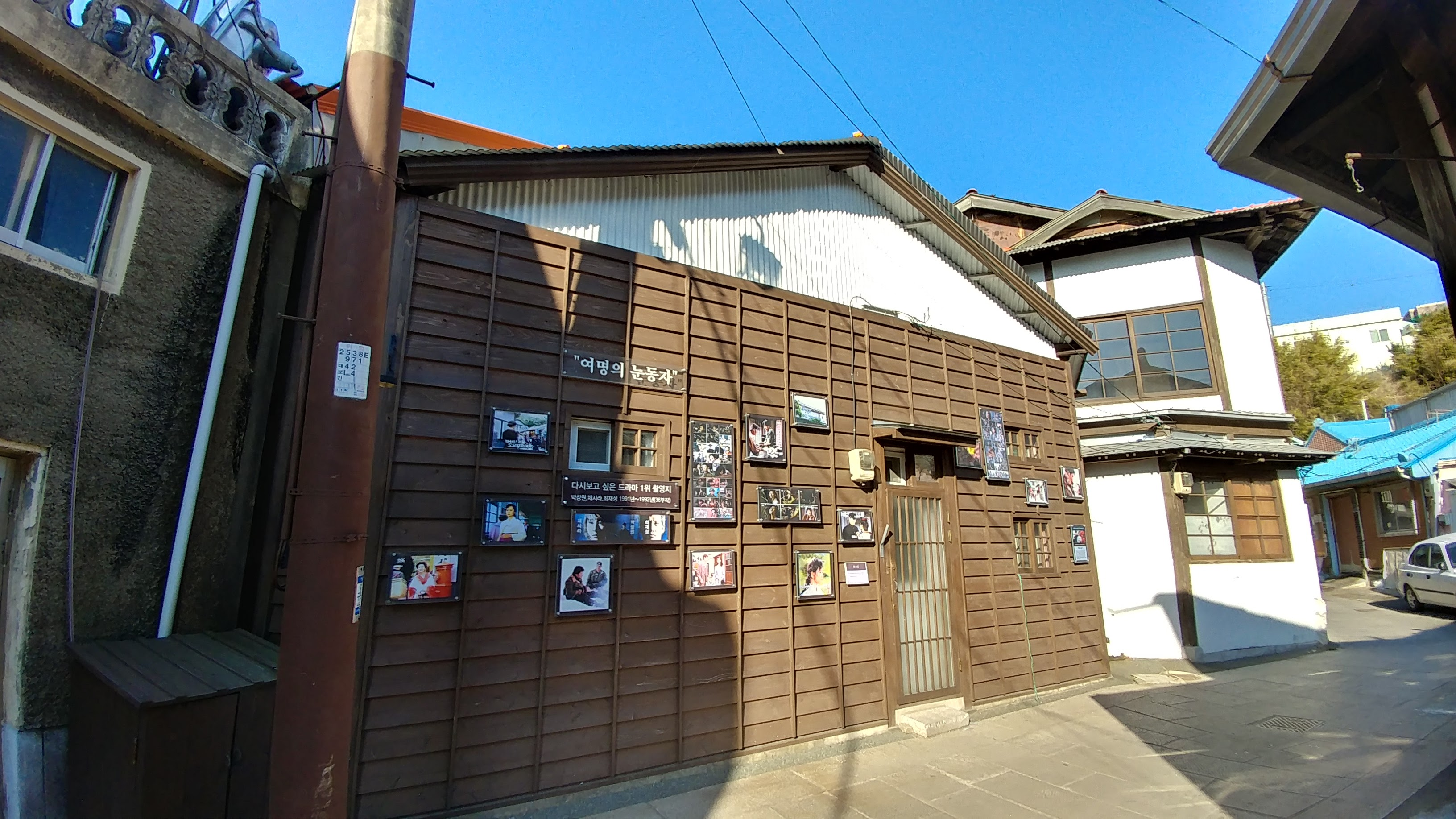
여명의 눈동자 촬영지
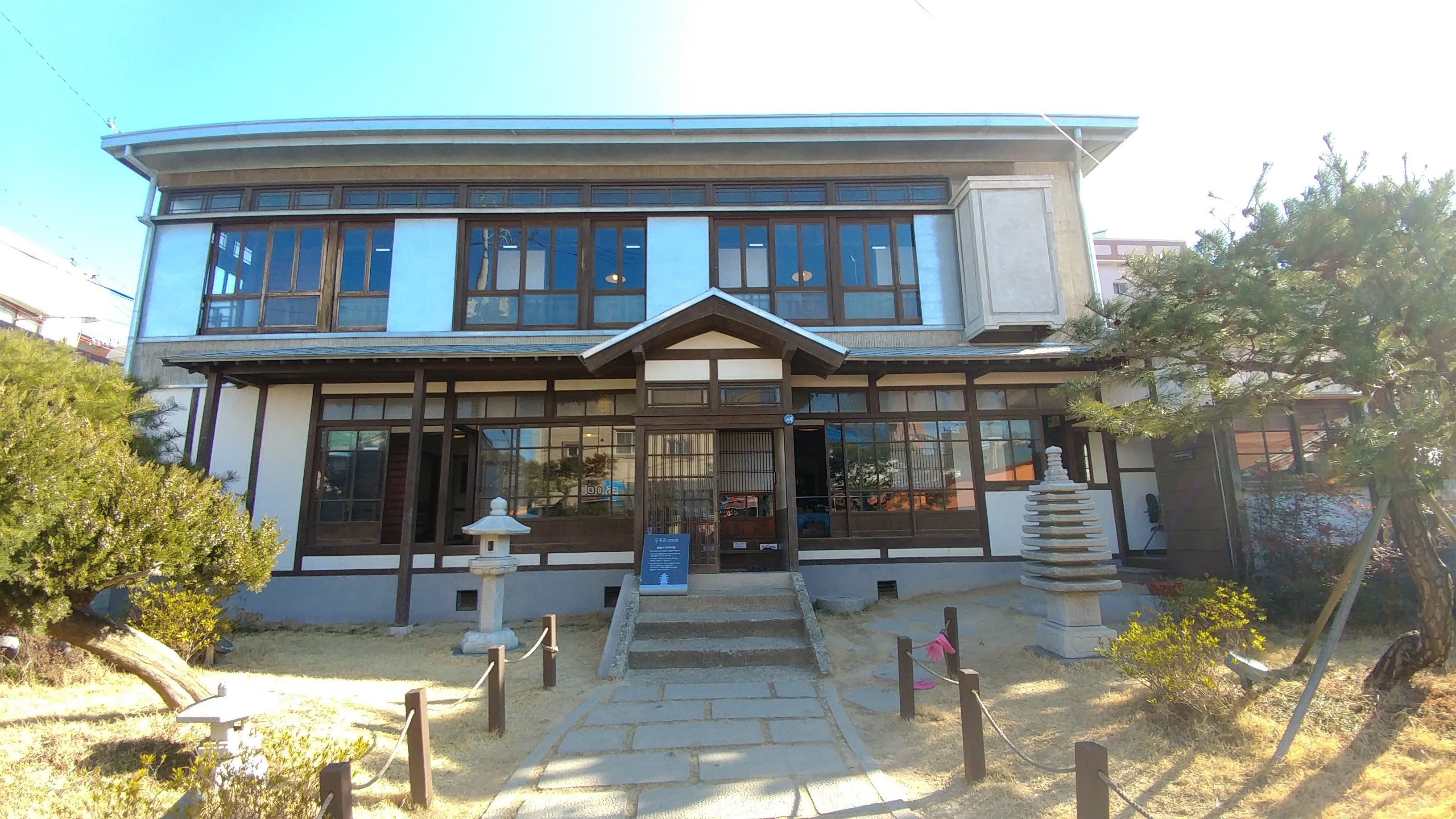
구룡포 근대역사관
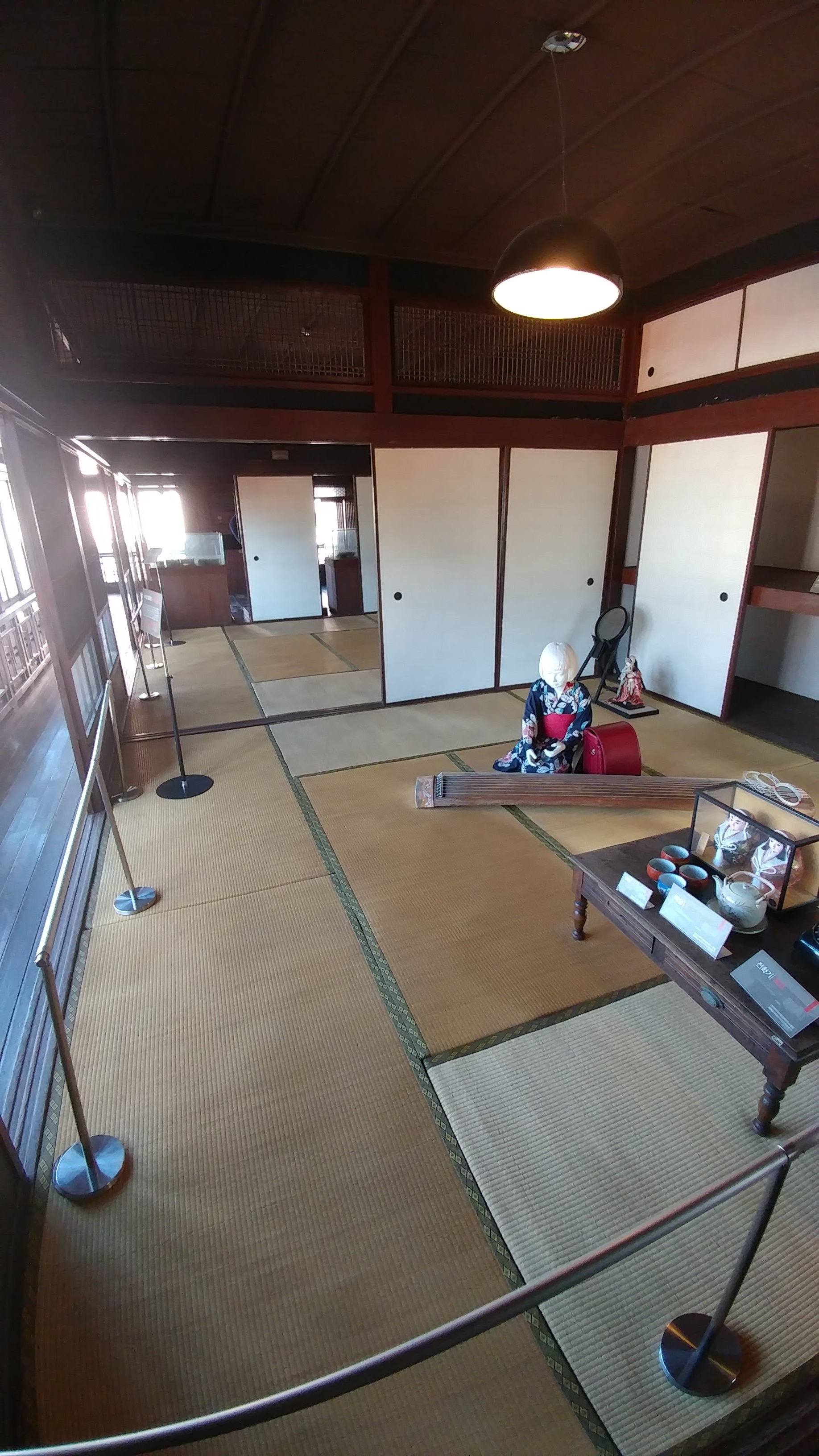
구룡포 역사관 내부

## 촬영지
- 여명의 눈동자 (MBC 1991)
- 동백꽃 필 무렵 (KBS2 2019)